# Equilibri termodinàmic
Es parla d'equilibri termodinàmic en termodinàmica quan un cos es troba en equilibri tèrmic, mecànic i químic i que aquests paràmetres tenen el mateix valor en tots els punts del sistema. L'estat local d'un sistema en equilibri termodinàmic és determinat pels valors dels seus paràmetres intensius, com ara la pressió o la temperatura.
Més específicament, l'equilibri termodinàmic és caracteritzat pel mínim d'un potencial termodinàmic, com:
- l'energia lliure de Helmholtz (A) pels sistemes de temperatura i volum constants:

{\displaystyle A=U-TS}
- l'energia lliure de Gibbs (G) pels sistemes de temperatura i pressió constants:

{\displaystyle G=H-TS}